# نيو 1973
نيو 1973 (بالإنجليزية: Neo 1973)‏ هو هاتف ذكي، تم طرحه في الأسواق في 9 يوليو 2007.

## الخصائص
- المعالج: 266 ميجا هرتز
- الذاكرة: 128 ميجابايت